# ميدلي (فلوريدا)
ميدلي (بالإنجليزية: Medley)‏ هي مدينة أمريكية تقع في ولاية فلوريدا. تبلغ مساحة هذه المدينة 11.1 (كم²)،ويبلغ عدد سكانها 1098 نسمة حسب إحصاء سنة 2010 م 1098.تشير إحصاءات سنة 2000م بأن الكثافة السكانية في هذه المدينة تقدر بـ(39.5) نسمة/كم2 